# 佘爱珍

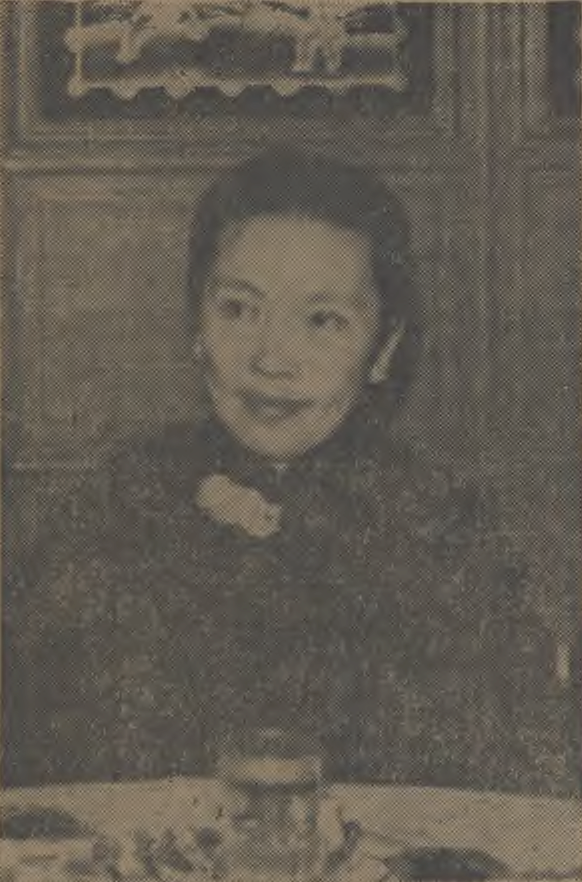
佘愛珍

佘爱珍（1900年—1990年），女，生于上海，祖籍广东，汪精卫政府的极司非尔路76号特工总部警卫队长吴四宝之妻。

## 生平
佘爱珍出生于一个富有的茶商家庭，毕业于上海启秀女中，后加入黑社会，拜上海黑道人物季云卿为养父。她精明强悍，容貌甚佳，善于交际，又以精于射击著称。她选择嫁给汽车夫吴四宝，帮助他成为极司非尔路76号国民党中央执行委员会特务委员会特工总部警卫队长，她则担任经理主任 。他们的住所位于愚园路749弄。
1941年春一個星期天下午，佘爱珍需要越过上海公共租界越界筑路与正式租界的分界线，到愚园路与极司非尔路路口、百乐门舞厅隔壁的百乐门理发厅美髮，在关卡检查时因佘爱珍的保镖不愿交出手枪，与数十名租界巡捕发生冲突而引发枪战。司机和保镖均当场死亡，佘爱珍本人则奇迹般地毫发未傷。76号特工总部出动两辆卡车与公共租界巡捕对峙。最后佘爱珍被巡捕房短暂关押后释放。这一事件引发了后来多起76号特工总部针对公共租界巡捕的暗杀事件，当事人英國籍警官回國避禍，而工部局也同意76號提出的可以帶槍進入租界的条件。 
1942年吴四宝被毒死后，佘爱珍与汪精卫政府中央宣传部常务次长、著名女作家张爱玲的丈夫胡兰成有染。1945年日本战败后，佘爱珍逃往浙江天台乡村藏匿。行踪暴露后被捕入狱，判刑7年。1949年中国人民解放军逼近上海时，佘爱珍被保释出狱。她與兒女逃往香港。　
佘爱珍在香港居留3年后，前往日本与胡兰成同居，1954年3月两人结婚，在那里长期定居時所收養幼女胡晉明，在東京經營酒吧為生。